# József Gvadányi
József Gvadányi, född 16 oktober 1725 i Rudabánya, död 21 december 1801 i Szakolca, var en ungersk greve och skald. 
Gvadányi deltog i en mängd fälttåg och äventyr och lämnade 1783 krigarbanan som general. Han hade sedan tidigare litterära intressen och drogs med i det återvaknande litterära livet. Hans starka nationella känsla ledde honom till den så kallade ungerska skolan, vars främsta representanter förutom honom var András Dugonics och Ádam Horváth. 
I notarien från Peleske, den äkta ungraren, som under allehanda äventyr reser till Buda för att se den stora världen och där utgjuter sin satir över all den utländska flärd han får se, skapade Gvadányi en karakteristisk typ, som länge behöll sin stora popularitet. År 1790 utkom hans första stora epos om "peleskei nótárius", Egy falusi nótáriusnak budai utazása (En bynotaries resa till Buda). En 1796 skriven fortsättning härtill är av mindre värde.